# پیتر تسادک
پیتر تسادک (آلمانی: Peter Zadek; ۱۹ مهٔ ۱۹۲۶ – ۳۰ ژوئیهٔ ۲۰۰۹) کارگردان سینما، تئاتر، اپرا و مترجم و فیلم‌نامه‌نویس اهل آلمان بود.
از فیلم‌ها یا برنامه‌های تلویزیونی که وی در آن نقش داشته‌است می‌توان به اشتیاق ورونیکا فوس اشاره کرد.
وی همچنین برندهٔ جوایزی همچون جایزه گریمه شده‌است.